# Marta Křepelková
Marta Křepelková (18 giugno 1991) è un'ex saltatrice con gli sci ceca.

## Biografia
La Křepelková, attiva in gare FIS dal luglio del 2015, ha esordito ai Campionati mondiali a Lahti 2017, dove si è classificata 38ª nel trampolino normale e 9ª nella gara a squadre mista; il 10 febbraio 2019 ha debuttato in Coppa del Mondo di salto con gli sci, a Ljubno (49ª), e ai successivi Mondiali di Seefeld in Tirol 2019 è stata 9ª nella gara a squadre.